# Helminthophis
Helminthophis – rodzaj węży z rodziny ociemkowatych (Anomalepididae).

## Zasięg występowania
Rodzaj obejmuje gatunki występujące w Ameryce Środkowej (Kostaryka i Panama) i Południowej (Kolumbia i Wenezuela).

## Systematyka

### Etymologia
- Helminthophis: gr. ἑλμινς helmins, ἑλμινθος helminthos „robak”[6]; οφις ophis, οφεως opheōs „wąż”[7].
- Idiotyphlops: gr. ιδιος idios „wyraźny”[8]; τυφλος tuphlos „ślepy”[9]. Gatunek typowy: Typhlops flavoterminatus Peters, 1857.

### Podział systematyczny
Do rodzaju należą następujące gatunki:
- Helminthophis flavoterminatus
- Helminthophis frontalis
- Helminthophis praeocularis